# Meg Foster
Meg Foster, właśc. Margaret Foster (ur. 10 maja 1948 w Reading w stanie Pensylwania) – amerykańska aktorka telewizyjna i filmowa.

## Życiorys

### Wczesne lata
Urodziła się w Reading w Pensylwanii jako córka Davida i Nancy (z domu Adamson). Wychowywała się w Rowayton w Connecticut z siostrami – Gray, Jan i Niną oraz bratem Ianem. Uczęszczała do Rogers Hall w Lowell w stanie Massachusetts. Uczyła się sztuki aktorskiej ze Sanford Meisner w słynnej szkole Neighborhood Playhouse w Nowym Jorku, gdzie odbywała także swoją praktykę w teatrze.

### Kariera
Swoją przygodę z aktorstwem rozpoczęła od występu na deskach teatralnych w sztuce Twórcy imperium (The Empire Builders). Potem zagrała jeszcze w spektaklach: Król Lear Szekspira, Barabasz, Skrajności (Extremities, 1983) w Los Angeles Public Theatre w Los Angeles, Trzy siostry Antona Czechowa (1986) Los Angeles Theatre Center w Los Angeles i Strong Man’s Weak Child w Los Angeles Theatre Center (1989).
Na dużym ekranie debiutowała u boku Michaela Douglasa w dramacie Adam o szóstej rano (Adam at 6 A.M., 1970). Na początku lat 70. zaczęła pojawiać się na szklanym ekranie – w seryjnym westernie Bonanza (1971) zagrała panią Evangeline Woodtree. Wkrótce można ją było oglądać w pojedynczych odcinkach seriali takich, jak: Dan August (1971) z Burtem Reynoldsem, W blasku słońca (Sunshine, 1975) i jego sequelu W blasku słońca Świąt Bożego Narodzenia (Sunshine Christmas, 1977) u boku Cliffa De Younga, Ulice San Francisco (The Streets of San Francisco, 1975) z Michaelem Douglasem oraz miniserialu ABC Waszyngton za zamkniętymi drzwiemi (Washington: Behind Closed Doors, 1977).
Znaczącą w jej dorobku stała się rola hafciarki Hester Prynne, która rodząc dziecko ujawnia dowód małżeńskiej niewierności, w miniserialu telewizyjnym Szkarłatna litera (The Scarlet Letter, 1979) na podstawie powieści Nathaniela Hawthorne’a. Za rolę szarmanckiej Ingrid w kinowym dramacie Bilet do nieba (Ticket to Heaven, 1981) z Kim Cattrall, otrzymała nominację do nagrody Genie. Jej kariera osiągnęła szczyt, gdy wcieliła się w postać ambitnej detektyw Chris Cagney w wyprodukowanym przez sieć telewizyjną CBS serialu kryminalnym Cagney i Lacey (Cagney & Lacey, 1982). Lecz po pierwszym sezonie i szóstym odcinku jej serialową rolę zagrała już Sharon Gless, gdyż – jak twierdzili producenci – jej poprzedniczka była na ekranie zbyt twarda.
Potem znalazła się w doborowej obsadzie w nieudanej ekranizacji powieści Roberta Ludluma Weekend Ostermana (The Osterman Weekend, 1983) z Rutgerem Hauerem i Johnem Hurtem, w reżyserii Sama Peckinpaha. W pomysłowym i trzymającym w napięciu thrillerze klasy B Wicher (The Wind, 1987) zagrała główną rolę pisarki specjalizującej się w powieściach kryminalnych, napastowanej w odludnym domu przez mordercę-psychopatę. Przychylności krytyków i widzów znalazła jako atletyczna i sroga Evil-Lyn w filmie Władcy wszechświata (Masters of Universe, 1987), gdzie była na dużym ekranie naprawdę barwną postacią w fantastycznym pozaziemskim świecie. John Carpenter zaangażował ją do swojego sensacyjnego thrillera sci-fi Oni żyją (They Live, 1988). Wystąpiła w roli żony psychopaty w filmie Ojczym 2 (The Stepfather II, 1989). Otrzymała drugoplanową rolę w telewizyjnym dreszczowcu Rodzinne tajemnice (Deep Family Secrets, 1997) z Richardem Crenną i Angie Dickinson.
Gościnnie pojawiała się w popularnych serialach, takich jak Policjanci z Miami (Miami Vice, 1987-88), The Cosby Show (1988), Napisała: Morderstwo (Murder, She Wrote, 1985, 1996), Ostry dyżur (ER, 1995), Star Trek: Stacja kosmiczna (Star Trek: Deep Space Nine, 1996). Zagrała rolę Hery w serialach nowozelandzkich: Herkules (Hercules: The Legendary Journeys, 1998-99) i Xena: Wojownicza księżniczka (Xena: Warrior Princess, 2000).
W życiu prywatnym była żoną kanadyjskiego aktora Stephena McHattie’ego. Ma syna Christophera.

## Filmografia

### Filmy fabularne
| Rok  | Tytuł                                                            | Rola                    | Reżyser                   |
| ---- | ---------------------------------------------------------------- | ----------------------- | ------------------------- |
| 1970 | Adam o szóstej rano (Adam at Six A.M.)                           | Joyce                   | Robert Scheerer           |
| 1971 | The Todd Killings                                                |                         | Barry Shear               |
| 1971 | The Death of Me Yet (TV)                                         | Alice                   | John Llewellyn Moxey      |
| 1972 | Thumb Tripping                                                   | Shay                    | Quentin Masters           |
| 1973 | Sunshine (TV)                                                    | Nora                    | Joseph Sargent            |
| 1974 | Welcome to Arrow Beach                                           | Robbin Stanley          | Laurence Harvey           |
| 1974 | Things in Their Season (TV)                                      | Judy Pines              | James Goldstone           |
| 1975 | Promise Him Anything (TV)                                        | Marjorie                | Edward Parone             |
| 1976 | James Dean (TV)                                                  | Dizzy Sheridan          | Robert Butler             |
| 1977 | W blasku słońca Świąt Bożego Narodzenia (Sunshine Christmas, TV) | Nora                    | Glenn Jordan              |
| 1978 | A Different Story                                                | Stella Cooke            | Paul Aaron                |
| 1980 | Legenda jeźdźca bez głowy (The Legend of Sleepy Hollow, TV)      | Katrina Van Tassel      | Henning Schellerup        |
| 1980 | Guyana Tragedy: The Story of Jim Jones (TV)                      | Jean Richie             | William A. Graham         |
| 1980 | Kuglarze (Carny)                                                 | Gerta                   | Robert Kaylor             |
| 1981 | Bilet do nieba (Ticket to Heaven)                                | Ingrid                  | Ralph L. Thomas           |
| 1983 | Desperate Intruder (TV)                                          | Joanna Walcott          | Nick Havinga              |
| 1983 | Weekend Ostermana (The Osterman Weekend)                         | Ali Tanner              | Sam Peckinpah             |
| 1984 | Ściśle tajne (Best Kept Secrets, TV)                             | Shari Mitchell          | Jerrold Freedman          |
| 1985 | Szmaragdowy las (The Emerald Forest)                             | Jean Markham            | John Boorman              |
| 1986 | Wiatr (The Wind/Edge of Terror)                                  | Sian Anderson           | Nico Mastorakis           |
| 1987 | Władcy wszechświata (Masters of the Universe)                    | Evil-Lyn                | Gary Goddard              |
| 1987 | Desperate (TV)                                                   | Dorymae                 | Peter Markle              |
| 1988 | Riding Fast                                                      | Sara                    | Djordje Milicevic         |
| 1988 | Oni żyją (They Live)                                             | Holly Thompson          | John Carpenter            |
| 1988 | Betrayal of Silence (TV)                                         | Julie                   | Jeff Woolnough            |
| 1989 | Leviathan                                                        | Pani Martin             | George Pan Cosmatos       |
| 1989 | Bezlitosny (Relentless)                                          | Carol Dietz             | William Lustig            |
| 1989 | Ślepa furia (Blind Fury)                                         | Lynn Devereaux          | Phillip Noyce             |
| 1989 | Ojczym 2 (Stepfather 2)                                          | Carol Grayland          | Jeff Burr                 |
| 1990 | Pułapka (Tripwire)                                               | Julia                   | James Lemmo               |
| 1990 | Pocałunek Jezebel (Jezebel's Kiss)                               | Amanda Faberson         | Harvey Keith              |
| 1990 | Cios w plecy (Back Stab)                                         | Sara Rudnick            | Paul Koval                |
| 1991 | Diplomatic Immunity                                              | Gerta Hermann           | Peter Maris               |
| 1991 | Future Kick                                                      | Nancy                   | Damian Klaus              |
| 1992 | Projekt (Shadowchaser)                                           | Sarah                   | John Eyres                |
| 1992 | Bezlitosny 2 (Dead On: Relentless II)                            | Carol Dietz             | Michael Schroeder         |
| 1992 | To Catch a Killer (TV)                                           | Sędzia Carlson          | Eric Till                 |
| 1993 | Ukryty strach (Hidden Fears)                                     | Maureen Dietz           | Jean Bodon                |
| 1993 | Najlepsi z najlepszych 2 (Best of the Best 2)                    | Sue MacCauley           | Robert Radler             |
| 1994 | Miasteczko Oblivion (Oblivion)                                   | Stell Barr              | Sam Irvin                 |
| 1994 | Shrunken Heads                                                   | Big Moe                 | Richard Elfman            |
| 1994 | Immortal Combat                                                  | Quinn                   | Dan Neira                 |
| 1994 | Lady in Waiting                                                  | Carrie                  | Fred Gallo                |
| 1995 | The Killers Within                                               | Laura Seaton            | Paul Leder                |
| 1995 | Gorąca agentka (Undercover Heat)                                 | Pani V                  | Gregory Dark              |
| 1996 | Miasteczko Oblivion 2 (Oblivion 2: Backlash)                     | Stell Barr              | Sam Irvin                 |
| 1997 | Komandosi przestrzeni (Space Marines)                            | Komandor Lasser         | John Weidner              |
| 1997 | Rodzinne tajemnice (Deep Family Secrets TV)                      | Ellen                   | Arthur Allan Seidelman    |
| 1998 | Lost Valley                                                      | Mary-Ann Compton        | Dale G. Bradley           |
| 1998 | Człowiek w żelaznej masce (The Man in the Iron Mask)             | królowa Anne d’Autriche | Randall Wallace           |
| 1998 | Spoiler                                                          | Kobieta #1              | Jeff Burr                 |
| 1999 | The Minus Man                                                    | Irene                   | Hampton Fancher           |
| 2003 | Being with Eddie (film krótkometrażowy)                          | Elinor                  | Sharmagne Leland-St. John |
| 2004 | Coming Up Easy                                                   | Mom                     | Rebecca A. Rodriguez      |
| 2011 | 25 Hill                                                          | Audrey Gibbs            | Corbin Bernsen            |
| 2012 | The Lords of Salem                                               | Margaret Morgan         | Rob Zombie                |
| 2016 | 31                                                               | Venus Virgo             | Rob Zomnie                |

### Seriale TV
| Rok        | Tytuł                                                                | Rola                     | Uwagi                                                                                                |
| ---------- | -------------------------------------------------------------------- | ------------------------ | --- |
| 1969       | NET Playhouse                                                        | Praxithia                | odc.: "The Prodigal"                                                                                 |
| 1970       | Here Come the Brides                                                 | Callie Marsh             | odc.: "Two Worlds"                                                                                   |
| 1970       | The Interns                                                          | Sharon                   | odc.: "Eyes of the Beholder"                                                                         |
| 1970       | Mod Squad                                                            | Cora                     | odc.: "Who Are the Keepers, Who Are the Inmates?"                                                    |
| 1971       | Mod Squad                                                            | Carolyn                  | odc.: "Death of a Nobody"                                                                            |
| 1971       | Men at Law                                                           | Barbara Millett          | odc.: "Hostage"                                                                                      |
| 1971       | Bonanza                                                              | Pani Evangeline Woodtree | odc.: "The Silent Killer"                                                                            |
| 1971       | Dan August                                                           | Em Jackson               | odc.: "The Titan" "Bullet for a Hero"                                                                |
| 1971       | The F.B.I.                                                           | Marcy Brown              | odc.: "The Recruiter"                                                                                |
| 1972       | The F.B.I.                                                           | Marcy Brown              | odc.: "A Second Life"                                                                                |
| 1972       | Młody doktor Kildare (Young Dr. Kildare)                             | Rebecca                  | odc.: "The Legacy"                                                                                   |
| 1972       | The Sixth Sense                                                      | Carey Evers              | odc.: "Gallows in the Wind"                                                                          |
| 1972       | Mannix                                                               | Sheila                   | odc.: "A Game of Shadows"                                                                            |
| 1972       | Centrum medyczne (Medical Center)                                    | Carol McKinnon           | odc.: "Conflict"                                                                                     |
| 1972       | Circle of Fear                                                       | Julie Barnes             | odc.: "At the Cradle Foot"                                                                           |
| 1973       | Circle of Fear                                                       | Penny Wiseman            | odc.: "Spare Parts"                                                                                  |
| 1973       | Cannon                                                               | Linda Morrow             | odc.: "Come Watch Me Die"                                                                            |
| 1973       | Barnaby Jones                                                        | Doris Talbot             | odc.: "A Little Glory, a Little Death"                                                               |
| 1973       | Hawaii Five-O                                                        | Nina                     | odc.: "The Child Stealers"                                                                           |
| 1974       | Barnaby Jones                                                        | Glenda Gina Nelson       | odc.: "A Cold Record for Murder" "Blueprint for a Caper"                                             |
| 1974       | Centrum medyczne (Medical Center)                                    | Cassie                   | odc.: "Web of Intrigue"                                                                              |
| 1974       | The F.B.I.                                                           | Paula Taylor             | odc.: "The Animal"                                                                                   |
| 1974       | The Six Million Dollar Man                                           | Minonee                  | odc.: "Straight on 'till Morning"                                                                    |
| 1975       | W blasku słońca (Sunshine)                                           | Nora                     | 13 odcinków                                                                                          |
| 1975       | Ulice San Francisco (The Streets of San Francisco)                   | Nancy Elizabeth Mellon   | odc.: "Trail of Terror"                                                                              |
| 1975       | Bronk                                                                | Margaret Lewis           | odc.: "Short Fuse"                                                                                   |
| 1975       | Three for the Road                                                   | Patti Hardy              | odc.: "The Albatross"                                                                                |
| 1975       | Baretta                                                              | Lola Stella              | odc.: "Ragtime Billy Peaches" "Count the Days I’m Gone"                                              |
| 1976       | Hawaii Five-O                                                        | Anne Waring              | odc.: "Double Exposure"                                                                              |
| 1977       | Waszyngton za zamkniętymi drzwiami (Washington: Behind Closed Doors) | Jennie Jamison           | miniserial TV                                                                                        |
| 1977       | Police Story                                                         |                          | odc.: "Pressure Point"                                                                               |
| 1979       | Szkarłatna litera (The Scarlet Letter)                               | Hester Prynne            | miniserial TV                                                                                        |
| 1982       | Cagney i Lacey (Cagney & Lacey)                                      | Detektyw Chris Cagney    | 6 odcinków                                                                                           |
| 1985       | The Twilight Zone                                                    | Jenny                    | odc.: "Dreams for Sale"                                                                              |
| 1985       | Napisała: Morderstwo (Murder, She Wrote)                             | Del Scott                | odc.: "Joshua Peabody Died Here... Possibly"                                                         |
| 1987       | Policjanci z Miami (Miami Vice)                                      | Alice Carson             | odc.: "Contempt of Court"                                                                            |
| 1988       | Policjanci z Miami (Miami Vice)                                      | Alice Carson             | odc.: "Blood & Roses"                                                                                |
| 1988       | Bill Cosby Show (The Cosby Show)                                     | Diane Hemmings           | odc.: "Trust Me"                                                                                     |
| 1989       | Midnight Caller                                                      | Annie Driscoll           | Episode: "Wait Until Midnight"                                                                       |
| 1989       | Autostopowicz (The Hitchhiker)                                       | Deirdre                  | odc: "The Martyr"                                                                                    |
| 1990       | Młodzi jeźdźcy (TheYoung Riders)                                     | Mary Lou                 | odc.: "Decoy"                                                                                        |
| 1991       | Shannon's Deal                                                       | Eva Melville             | odc.: "Trouble"                                                                                      |
| 1991       | The Trials of Rosie O’Neill                                          | D.A. Deb Grant           | odc.: "Battle Fatigue"                                                                               |
| 1992       | Reasonable Doubts                                                    | Anna Dare                | odc.: "Moment of Doubt"                                                                              |
| 1992       | Zagubiony w czasie (Quantum Leap)                                    | Laura Fuller             | 3 odcinki                                                                                            |
| 1994       | Fortune Hunter                                                       | Georgia Appleton         | odc.: "Millennium"                                                                                   |
| 1995       | Ostry dyżur (ER)                                                     | Pani Rose                | odc.: "Make of Two Hearts"                                                                           |
| 1996       | Napisała: Morderstwo (Murder, She Wrote)                             | Laura Kerwin             | odc.: "The Dark Side of the Door" (Cena sukcesu)                                                     |
| 1996       | Star Trek: Stacja kosmiczna (Star Trek: Deep Space Nine)             | Onaya                    | odc.: "The Muse"                                                                                     |
| 1996       | Pan i pani Smith (Mr. & Mrs. Smith)                                  | Athena                   | odc.: "The Kidnapping Episode"                                                                       |
| 1998       | Herkules (Hercules: The Legendary Journeys)                          | Hera                     | odc.: "Reunions"                                                                                     |
| 1999       | Herkules (Hercules: The Legendary Journeys)                          | Hera                     | odc.: "Full Circle"                                                                                  |
| 1999       | Sliders                                                              | pułkownik Margaret Burke | odc.: "Slide by Wire"                                                                                |
| 2000       | Xena: Wojownicza księżniczka (Xena: Warrior Princess)                | Hera                     | odc.: "God-Fearing Child"                                                                            |
| 2013       | Hjem                                                                 | Mina                     | |
| 2013, 2015 | Pretty Little Liars                                                  | Pani Grunwald            | odc.: "Under the Gun", "Now You See Me, Now You Don't", "Grave New World", "Through a Glass, Darkly" |
| 2013–2014  | Ravenswood                                                           | Pani Grunwald            | |
| 2015       | The Originals                                                        | Josephine LaRue          | |
| 2016       | Baskets                                                              | Thelma                   | odc.: "Cowboys"                                                                                      |